# Antilegomena
Gli antilegomena (in greco antico: ἀντιλεγόμενα?, "quelli di cui si è parlato contro", cioè i "libri oggetto di controversia") sono quei libri del Nuovo Testamento sulla canonicità dei quali non ci fu accordo nella Chiesa antica. Il termine è utilizzato da Eusebio di Cesarea nella sua Storia Ecclesiastica, nell'elencare i libri in uso in almeno alcune chiese nel IV secolo, prima della chiusura definitiva del canone cristiano del Nuovo Testamento:
(Historia Ecclesiastica libro III, cap. 25.)
Eusebio di Cesarea dunque classifica i libri antilegomena secondo queste categorie:
I libri meno controversi, che furono infine accettati come ispirati:
- Lettera di Giuda
- Lettera di Giacomo
- Seconda lettera di Giovanni
- Terza lettera di Giovanni
- Seconda lettera di Pietro

I libri disputati, che non furono ammessi nel canone definitivo, ma che facevano parte dei libri utilizzati da alcune chiese:
- Didaché
- Atti di Paolo
- Pastore di Erma
- Apocalisse di Pietro
- Lettera di Barnaba
- Apocalisse di Giovanni (che fu poi ammessa nel Canone)
- Vangelo degli Ebrei

I libri "totalmente assurdi ed empi":
- Vangelo di Pietro,
- Vangelo di Tommaso,
- Vangelo di Mattia e di altri simili,
- Atti di Andrea,
- Atti di Giovanni